# Beggar thy neighbour
In economia, una politica beggar thy neighbour ("impoverisci il tuo vicino") è una politica economica attraverso la quale un paese tenta di porre rimedio ai propri problemi economici con mezzi che tendono a peggiorare i problemi economici di altri paesi.
Adam Smith fece riferimento al termine nel sottolineare come la dottrina economica mercantilista insegnasse alle nazioni "che il loro interesse sta nell'impoverire i loro vicini". Il termine è stato originariamente concepito per caratterizzare le politiche di una nazione volte a cercare di curare la depressione economica e la disoccupazione spostando la domanda effettiva dalle importazioni ai beni prodotti sul mercato interno, attraverso tariffe e quote sulle importazioni, o mediante svalutazione competitiva, politica che può essere associata al mercantilismo e al neomercantilismo e alle conseguenti barriere ai mercati unici pan-nazionali. Secondo l'economista Joan Robinson le politiche impoverisci-il-tuo vicino furono ampiamente adottate dalle maggiori economie durante la Grande Depressione degli anni '30.
Alan Deardorff ha definito le politiche impoverisci-il-tuo-vicino come un esempio del dilemma del prigioniero noto dalla teoria dei giochi: ogni paese ha un proprio incentivo a seguire tale politica, peggiorando così quella di tutti (incluso se stesso).

## Applicazione estesa
Le strategie "impoverisci il tuo vicino" non si limitano a paesi: il pascolo eccessivo fornisce un altro esempio, in cui il perseguimento da parte di individui o gruppi dei propri interessi porta a problemi. Questa dinamica fu soprannominata la "tragedia dei beni comuni" in un saggio del 1833 dell'economista britannico William Forster Lloyd, sebbene appaia già nelle opere di Platone e Aristotele.
Queste politiche commerciali possono condurre a guerre commerciali tra paesi. Queste guerre commerciali seguono l'analisi della teoria del gioco del dilemma del prigioniero sviluppatasi attraverso l'equilibrio di Nash in cui due paesi sono posti in concorrenza nella produzione sul mercato. La produzione richiede sussidi all'esportazione per l'impresa nazionale per conquistare il mercato, effettivamente ostacolando l'entità concorrente. Si immaginino due compagnie come Boeing e Airbus, una americana e una europea. Queste possono scegliere di produrre o di non produrre . Si possono prevedere gli scenari possibili: se entrambi producono entrambi perderanno quote di mercato (−5, −5) a causa della competizione nel settore. Se entrambi non producono (0,0) nessuno beneficia. Se uno produce mentre l'altro no (100,0), la società produttrice catturerà il settore e avrà una quota del 100% (0,100). La teoria dei giochi afferma che il primo motore, o la azienda iniziale nel settore, vincerà sempre. L'impresa concorrente non avrà alcun incentivo ad entrare nel mercato una volta che il concorrente ha il vantaggio e quindi sarà dissuaso. Tuttavia, con una politica commerciale strategica di un sussidio all'esportazione, la matrice cambia poiché la protezione del governo copre parte dei costi. La matrice ora passa da (−5, −5) a (−5,20) a favore dell'impresa domestica con il sussidio. Questo vedrà la società protetta "vincere" nel gioco e catturare più quote di mercato poiché i sussidi sgravano i costi, che altrimenti scoraggerebbero la società. Il gioco non finisce qui, poiché l'altra società, essendo usurpata nella seconda mossa, verrà quindi essa stessa protetta attraverso sussidi all'esportazione, portando a una guerra commerciale tra i paesi. Risulta evidente che strategie impoverisci-il-tuo-vicino nelle guerre commerciali aumentino il benessere domestico a spese del paese in competizione.